# Notochelys platynota
La tartaruga guscio piatto malese (Notochelys platynota Gray, 1834), unica specie del genere Notochelys Gray, 1863, è una tartaruga della famiglia dei Geoemididi.

## Descrizione
Presenta un carapace molto appiattito dorsalmente che raggiunge i 320 mm di lunghezza, di colore bruno-grigiastro o bruno-rossiccio. Su ciascuno scuto dorsale sono presenti delle linee radiali scure. Il piastrone è giallo aranciato con macchie nere su ogni scuto. La testa e il collo sono marrone scuro, anche se il mento e la gola diventano giallo pallido con l'età. Si nutre principalmente di piante acquatiche e frutti a cui associa lumache e artropodi. Essendo una specie poco nota non ci sono informazioni disponibili sulla biologia riproduttiva di questa specie.

## Distribuzione e habitat
Distribuita in Thailandia, Malaysia, Indonesia (Giava, Sumatra e Kalimantan), Brunei e Singapore. Vive in acque chiare e poco profonde con correnti moderate, come ruscelli, stagni, paludi e acquitrini a fondo morbido. Si può trovare nelle zone umide e nelle giungle fino ad altitudini di 1200 metri.

## Conservazione
Le due minacce più significative per questa specie sono il degrado degli habitat e la caccia. La tartaruga guscio piatto malese è catturata sia come fonte di carne (in un solo giorno, il mercato alimentare dell'Asia orientale può vendere fino a tre tonnellate di questi individui) e per il commercio di animali domestici; nel 1999, la Malesia ha esportato almeno 12.300 individui per la vendita a fini terraristici, nonostante questa specie sia difficile da allevare in cattività. La perdita di habitat causata dalla conversione di grandi aree forestali in piantagioni di palme da olio e per altri usi, ma anche il taglio selettivo può influenzare questa specie, interrompendo il naturale movimento dell'acqua attraverso un bosco e creando una rete di strade che permettono ai cacciatori di raggiungere aree precedentemente inaccessibili. Per fortuna, il suo inserimento in Appendice II CITES nel 2005 ha comportato una riduzione di individui esportati dall'Indonesia e la sospensione delle esportazioni di individui provenienti dalla Malesia.